# Microcharis ephemera
Microcharis ephemera là một loài thực vật có hoa trong họ Đậu. Loài này được (J.B.Gillett) Schrire mô tả khoa học đầu tiên.